# 野田尚城
野田尚城（日语：ダノンシャンティ），是日本純種競賽馬匹。生涯活躍於一哩賽事，曾勝出2010年NHK一哩賽。

## 出賽前
2007年4月28日出生於北海道日高町Darley Japan牧場。於拍賣會上被馬主Danox Co. Ltd.以2887萬日圓購入。
其後交由栗東訓練中心練馬師松田國英訓練。

## 競賽生涯

### 2歲
2009年11月22日出戰京都競馬場2歲新馬，比賽途中成功進佔有利位置並於直路衝出，最終以3/4馬位優勢取得首勝。
其後出戰日經電台盃兩歲錦標，進入直路後於馬群中央穿插突破，可惜未能追上前方的Cosmo Phantom又被比薩勝駒超越，最終以第三完賽。

### 3歲
2010年首戰爲共同通信盃，比賽初段選擇於後方推進，進入直路後雖然爆發出全場最快末腳，但仍然追上處於前方的Hansode Bando下以鼻位憾負。
其後出戰每日盃，改由安藤勝己策騎。比賽開始後，其於第五的位置展開推進，進入直路後隨即衝刺爆發速度，將前方對手悉數超越下以1 1/4馬位優秀取得首個分級賽冠軍。
5月9日出戰NHK一哩賽，比賽初段無視前方領放馬榮進德民做出的前1000米56.3秒超快步速，選擇於最後方位置等待時機。進入直路後，由於前方賽駒因比賽開頭的超快步速以逐漸體力不支，野田尚城趁機抽出大外檔加速，轟出恐怖的後600米35.5秒末腳之下一穿十五，最終以破紀錄的1分31.4秒時間奪得首個一級賽冠軍。
贏得NHK一哩賽後原定出戰東京優駿（日本打吡）劍指變則二冠，但於賽前2日被發現右後腳骨折，因而取消出走並進入休養。
12月26日復出出戰有馬紀念，由於主戰騎師安藤勝己選擇策騎另一匹由其主戰的賽駒飛毛駒，因而由貝利代打策騎。然而於比賽途中，採用後追戰術的野田尚城遭遇了對後上馬不利的慢步速，受此影響其於直路未能最大程度加速，最終以第九大敗。

### 4歲
2011年2月13日以京都紀念作爲首戰，比賽初段選擇於中團位置追走，進入直路後嘗試加速衝出，但最終仍然敗於邁向輝煌、名將巨鯨及萬千寵愛取得第四。
其後出戰產經大阪盃，比賽初段於最後方追走，雖然直路上奮力衝刺並跑出全場最快末腳，但最終仍然因爲留得太後而僅獲第四。
完成產經大阪盃後原定以安田紀念爲目標作調整，但於4月20日被發現右前腳患有肌腱炎，陣營決定安排其進入長期休養並進行幹細胞移植手術。手術結束後其被安排前往放草，但於恢復程度未如理想下於5月18日退役。

### 詳細戰績
| 日期       | 舉辦國家 | 馬場 | 距離   | 級別   | 賽事名稱           | 負重 | 騎師     | 馬號 | 出馬 | 名次 | 時間   | 頭馬（二馬）        |
| ---------- | -------- | ---- | ------ | ------ | ------------------ | ---- | -------- | ---- | ---- | ---- | ------ | ------------------- |
| 22/11/2009 | 日本     | 京都 | 草1800 |        | 2歲新馬            | 55   | 内田博幸 | 12   | 12   | 1    | 1:52.5 | （Sail Large）      |
| 26/12/2009 | 日本     | 阪神 | 草2000 | JpnIII | 日經電台盃兩歲錦標 | 55   | 内田博幸 | 4    | 15   | 3    | 2:01.5 | 比薩勝駒            |
| 7/2/2010   | 日本     | 東京 | 草1800 | GIII   | 共同通信盃         | 56   | 吉田豐   | 3    | 13   | 2    | 1:48.2 | Hansode Bando       |
| 27/3/2010  | 日本     | 阪神 | 草1800 | GIII   | 每日盃             | 56   | 安藤勝己 | 4    | 11   | 1    | 1:49.3 | （Mikki Dream）     |
| 9/5/2010   | 日本     | 東京 | 草1600 | GI     | NHK一哩賽          | 57   | 安藤勝己 | 13   | 18   | 1    | 1:31.4 | （Daiwa Barbarian） |
| 30/5/2010  | 日本     | 東京 | 草2400 | GI     | 東京優駿           | 57   | 安藤勝己 | 18   | 17   | 退賽 | 退賽   | 榮進閃耀            |
| 26/12/2010 | 日本     | 中山 | 草2500 | GI     | 有馬紀念           | 55   | 貝利     | 9    | 15   | 9    | 2:33.6 | 比薩勝駒            |
| 23/2/2011  | 日本     | 京都 | 草2200 | GII    | 京都紀念           | 58   | 安藤勝己 | 4    | 12   | 4    | 2:14.4 | 邁向輝煌            |
| 3/4/2011   | 日本     | 阪神 | 草2000 | GII    | 產經大阪盃         | 59   | 安藤勝己 | 10   | 15   | 4    | 1:57.9 | 萬千寵愛            |

## 退役後
退役後，其成爲了配種馬，於北海道安平町社台Stallion Station休養，在2012年進行配種。首批子嗣於2013年出生。首批子嗣可於2015年出賽。11月23日，醒目奧丁在東京體育盃兩歲錦標取勝，成爲首匹勝出分級賽的子嗣。
2017年其被轉移至北海道新冠町大紅牧場繼續配種。
2020年由配種馬退役，被轉移至北海道共和町Horse Trust北海道共和分場進行養老生活。
2025年5月14日，其於牧場內被發現死亡，享年18歲。

### 主要子嗣

#### 分級賽優勝子嗣
2013年生
- 醒目奧丁（東京體育盃兩歲錦標、每日盃、京都新聞盃）
- Saita Three Red（埼玉電視盃橢圓錦標）

## 血統簡介
父系富士奇蹟爲日本賽駒，生涯出戰四場賽事全勝，包含一級賽朝日盃三歲錦標，曾被看好可以達成無敗三冠的偉業，但於彌生賞後因傷退役，因而被稱爲「幻之三冠馬」。祖父週日寧靜爲美國三冠賽雙冠馬，退役後在日本配種，其子嗣贏得巨額獎金，連續12年成為日本冠軍種馬。
母系Chansonnette爲英國生產的法國賽駒，生涯五戰全敗。外祖父德高望重爲愛爾蘭生產的英國賽駒，生涯戰績極佳，曾勝出二千堅尼錦標及女皇伊利沙伯二世錦標。

### 血統表
| 父線：週日寧靜系（Halo系）           |                              |                |                 |
| 種馬 富士奇蹟 1992年（棕色）         | 週日寧靜 1996年（棕色）      | Halo           | Hail to Reason  |
| 種馬 富士奇蹟 1992年（棕色）         | 週日寧靜 1996年（棕色）      | Halo           | Cosmah          |
| 種馬 富士奇蹟 1992年（棕色）         | 週日寧靜 1996年（棕色）      | Wishing Well   | Understanding   |
| 種馬 富士奇蹟 1992年（棕色）         | 週日寧靜 1996年（棕色）      | Wishing Well   | Mountain Flower |
| 種馬 富士奇蹟 1992年（棕色）         | Millracer 1983年（棗色）     | Le Fabuleux    | Wild Risk       |
| 種馬 富士奇蹟 1992年（棕色）         | Millracer 1983年（棗色）     | Le Fabuleux    | Anguar          |
| 種馬 富士奇蹟 1992年（棕色）         | Millracer 1983年（棗色）     | Marston's Mill | In Reality      |
| 種馬 富士奇蹟 1992年（棕色）         | Millracer 1983年（棗色）     | Marston's Mill | Millicent       |
| 繁殖雌馬 Chansonnette 2000年（棗色） | 德高望重 1993年（棗色）      | Darshaan       | Shirley Heights |
| 繁殖雌馬 Chansonnette 2000年（棗色） | 德高望重 1993年（棗色）      | Darshaan       | Delsy           |
| 繁殖雌馬 Chansonnette 2000年（棗色） | 德高望重 1993年（棗色）      | Homage         | Ajbal           |
| 繁殖雌馬 Chansonnette 2000年（棗色） | 德高望重 1993年（棗色）      | Homage         | Home Love       |
| 繁殖雌馬 Chansonnette 2000年（棗色） | Glorious Song 1976年（棗色） | Halo           | Hail to Reason  |
| 繁殖雌馬 Chansonnette 2000年（棗色） | Glorious Song 1976年（棗色） | Halo           | Cosmah          |
| 繁殖雌馬 Chansonnette 2000年（棗色） | Glorious Song 1976年（棗色） | Ballade        | Herbager        |
| 繁殖雌馬 Chansonnette 2000年（棗色） | Glorious Song 1976年（棗色） | Ballade        | Miss Swapsco    |
| 雌系：Glorious Song（號族：12-c）    |                              |                |                 |
| 五代內近親交配：Halo 3×3             |                              |                |                 |

## 命名由來
名字中，Danon（ダノン）是馬主Danox Co. Ltd.冠名，源自公司名字，而此公司名字就是公司代表野田順弘之姓氏「野田」（ノダ）倒轉後的變體；Chantilly（シャンティ）就是法國尚蒂伊馬場，香港鑑於名字字數限制，以「尚城」作为翻譯。

## 外部連結
- 野田尚城 netkeiba.com （页面存档备份，存于）
- 血統表 （页面存档备份，存于）